# Furcas
Furcas (također, Forras ili Fucas) je, prema demonologiji, petnaesti duh Goecije koji ima zapovjedništvo nad dvadeset legija demona. Pojavljuje se u liku starog čovjeka duge brade i sijede kose. Jaše bijelog konja te nosi oštro koplje. Podučava ljude filozofiji, astrologiji, retorici, logici, hiromantiji i piromantiji. Ukazuje na ljekovite moći biljaka i dragog kamenja, a pomaže i kod pronalaženja skrivenog blaga.
Prema djelu Dictionnaire Infernal autora J. A. S. Collina de Plancyja (1793. – 1881.), Furcas je vitez, visoki predsjednik pakla. Može učiniti čovjeka nevidljivim, inteligentnim i retorikom.